# Жолудев, Наум Ильич
Наум Ильич Жолудев (13 января 1922, Гомель, Гомельская губерния — 9 декабря 1985, Минск, Белорусская ССР, СССР) — участник Великой Отечественной войны, командир миномётного расчёта 273-го гвардейского стрелкового полка 89-й гвардейской Белгородско-Харьковской стрелковой дивизии 37-й армии Степного фронта, Герой Советского Союза, на момент совершения совершения подвига — гвардии младший сержант.

## Биография
Родился в семье рабочего. Еврей. Член КПСС с 1944 года. Образование среднее. До войны работал токарем на Гомельском станкостроительном заводе. В Рабоче-крестьянской Красной армии с октября 1941 года.
В боях Великой Отечественной войны с февраля 1942 года. Командир миномётного расчёта 273-го гвардейского стрелкового полка (89-я гвардейская стрелковая дивизия 37-й армии Степного фронта) комсомолец гвардии младший сержант Жолудев одним из первых в полку 29 сентября 1943 года на подручных средствах переправился через Днепр в районе села Келеберда (Кременчугский район Полтавской области) и миномётным огнём прикрывал переправу подразделений полка.
В бою за удержание и расширение плацдарма на правом берегу 5.10.1943 расчёт уничтожил до роты гитлеровцев, подавил 3 огневые точки.
В 1944 году окончил курсы парторгов. В 1946 году окончил курсы переподготовки комсостава, в 1950 году — Минский юридический институт.
С 25 ноября 1949 года капитан юстиции Жолудев — военный следователь военной прокуратуры Минского гарнизона.
С ноября 1950 года он назначен военным следователем военной прокуратуры 13-го истребительного корпуса Минского района противовоздушной обороны.
С 26 ноября 1953 года Жолудев — военный следователь, с января 1955 года — старший военный следователь военной прокуратуры Минского гарнизона, а с 17 июля 1956 года — помощник военного прокурора указанной прокуратуры.
В ноябре 1966 года назначен помощником военного прокурора Белорусского военного округа, 14 января 1967 года ему присвоено воинское звание подполковника юстиции.
С 15 июля 1970 года подполковник юстиции Жолудев в запасе.
Жил в Минске. Работал старшим юрисконсультом «Белспортлото».
Умер 9 декабря 1985 года.

## Награды
- Указом Президиума Верховного Совета СССР от 20 декабря 1943 года за проявленные мужество и героизм при форсировании Днепра гвардии младшему сержанту Жолудеву Науму Ильичу присвоено звание Героя Советского Союза с вручением ордена Ленина и медали «Золотая Звезда» (№ 3156).
- Награждён также орденом Отечественной войны I степени, медалями.

## Память
- На доме, в котором жил Герой, установлена мемориальная доска.
- Стела в честь Н. И. Жолудева установлена на Аллее Героев в Гомеле (ул. Советская)[2][3].